# Teoria Nielsena
Teoria Nielsena jest działem topologicznej teorii punktów stałych. Jej podstawowe idee zostały opracowane przez duńskiego matematyka Jakoba Nielsena w latach dwudziestych XX wieku. Głównym jej zadaniem jest badanie minimalnej liczby punktów stałych odwzorowania {\displaystyle f:X\rightarrow X} zwartej przestrzeni w siebie:
{\displaystyle {\mathit {MF}}[f]=\min\{\#\mathrm {Fix} (g)\,|\,g\sim f\}.}
Symbol ~ oznacza homotopię odwzorowań, zaś {\displaystyle \#{\textrm {Fix}}(g)} oznacza liczbę punktów stałych odwzorowania {\displaystyle g}. Liczba {\displaystyle {\mathit {MF}}[f]}  była bardzo trudna do obliczenia w czasach Nielsena i taką pozostała do dziś. Głównym pomysłem Nielsena jest pogrupowanie zbioru punktów stałych na klasy, które są nazwane „istotne” lub „nieistotne” w zależności od tego, czy można je „usunąć” za pomocą homotopii.
Oryginalne sformułowanie Nielsena jest równoważne następującemu: Relację równoważności definiujemy na zbiorze punktów stałych odwzorowania f na przestrzeni X. 
Mówimy że punkty x oraz y są w relacji Nielsena, wtedy i tylko wtedy, gdy istnieje droga {\displaystyle \omega } je łącząca taka, że drogi {\displaystyle \omega } i {\displaystyle f\omega } są homotopijne. Klasy równoważności tej relacji nazywane są klasami Nielsena odwzorowania f, a liczba klas istotnych, tzn. klas mających niezerowy indeks punktu stałego, nazywa się liczbą Nielsena i jest oznaczana {\displaystyle {\textit {N}}(f)}.
Nielsen udowodnił że  {\displaystyle N(f)\leqslant {\mathit {MF}}[f],} czyniąc jego niezmiennik dobrym narzędziem do szacowania znacznie trudniejszego MF [ f ]. Prowadzi to natychmiast do:
Twierdzenie (Nielsena o punkcie stałym) Każde odwzorowanie f ma co najmniej N(f) punktów stałych.
Liczba Nielsena, ze względu na jej definicję w kategoriach indeksu punktu stałego, jest ściśle powiązana z liczbą Lefschetza. Rzeczywiście, wkrótce po początkowej pracy Nielsena, Wecken i Reidemeister połączyli te dwa niezmienniki w jedną „uogólnioną liczbę Lefschetza” (ostatnio zwaną śladem Reidemeistera).